# 東京大学柏地区キャンパス
座標: 北緯35度54分3.2秒 東経139度56分12.9秒 / 北緯35.900889度 東経139.936917度
東京大学 柏地区キャンパス（とうきょうだいがくかしわちくキャンパス）は、千葉県柏市柏の葉地区に所在する東京大学のキャンパスの一つ。「柏地区」「柏キャンパス」とも呼ばれる。
柏・柏II・柏の葉駅前の3キャンパスで構成される。なお「柏キャンパス」は柏地区キャンパスの一部である柏キャンパスのみを指すこともあるので注意を要する。

## 概要
柏地区キャンパスは、様々な経緯を経て誕生することになった。
国立大学法人化前までは、東京都内に本郷・駒場・中野以外に、白金・三鷹（現：国立天文台）・六本木（物性研究所・生産技術研究所）・田無（原子核研究所・宇宙線研究所）など、各所に分散した校区を運営してきていた。
行政改革の流れの中で、一部附置研究所の改組・統合を経て、三鷹・六本木・田無地区を廃止することにして、柏地区キャンパスの開設に至ることになった。

### 三極構造構想
手狭になった本郷・駒場地区の再開発と併せて立案された三極構造構想に基づき「柏キャンパス」が設置された。
世界トップクラスの研究施設（極限計測・強磁場コラボラトリー・ニュートリノ観測・強磁場MRIなど）を整備したキャンパスで、2006年3月には極超音速高エンタルピー風洞も駒場IIキャンパスから移設された。
また、2006年4月には柏国際キャンパス構想に基づき、留学生や外国人研究者・教員などに対する生活情報提供や奨学金申請支援などのワンストップサービスを提供するため「柏インターナショナルオフィス推進室」が開設されている。

### 柏地区3キャンパス体制
2007年1月の「柏地区キャンパス開発・利用計画要綱」（平成7年12月12日評議会承認）の改正により、従来の「柏キャンパス」のほかに、柏の葉キャンパス駅と柏キャンパスのほぼ中間地点（柏キャンパスの南方約1km）に位置する「柏IIキャンパス」および、柏の葉キャンパス駅前に計画中の「柏の葉駅前キャンパス」も柏地区に加えられ、柏地区3キャンパス体制が決定した。

## 柏キャンパス

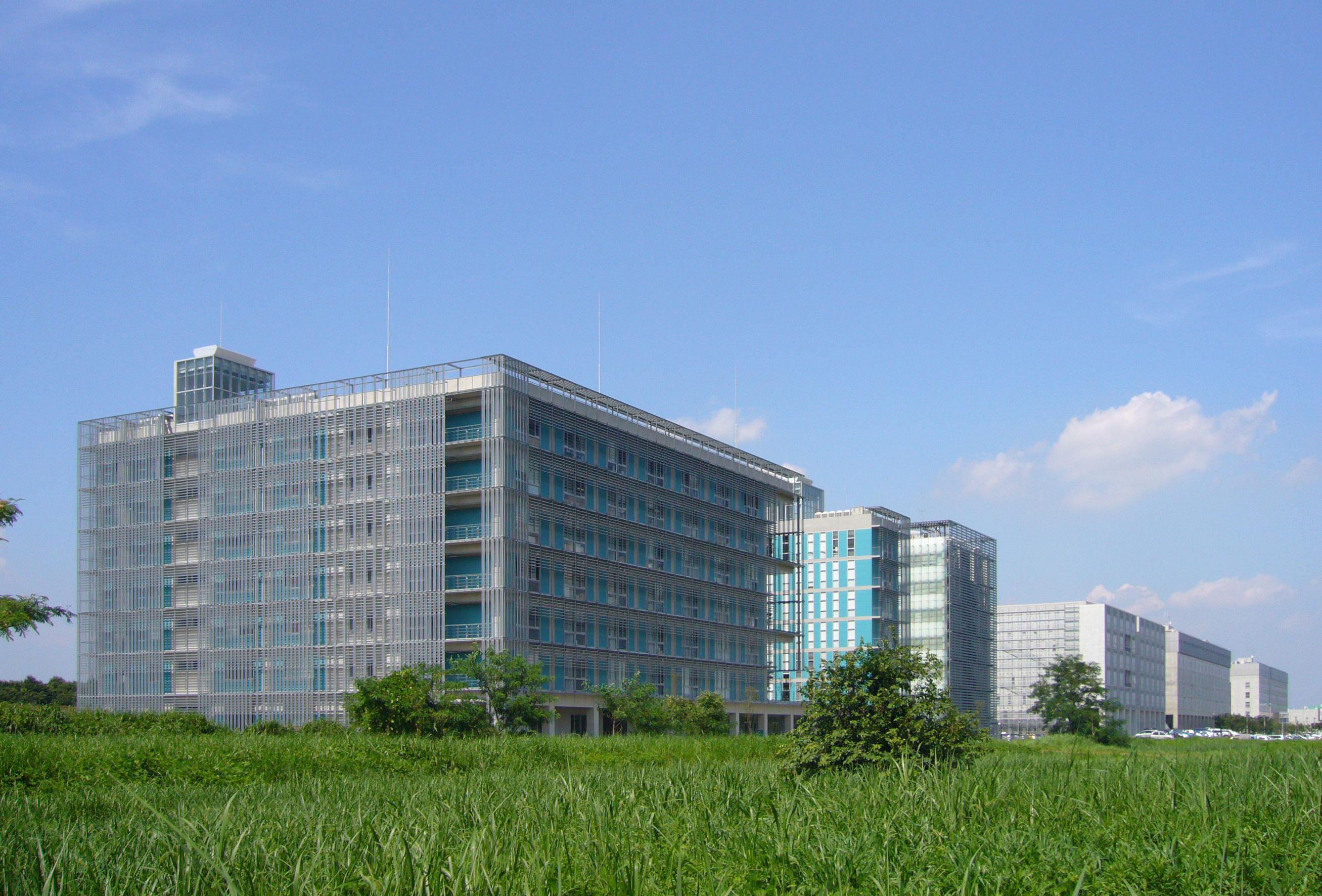
柏キャンパス

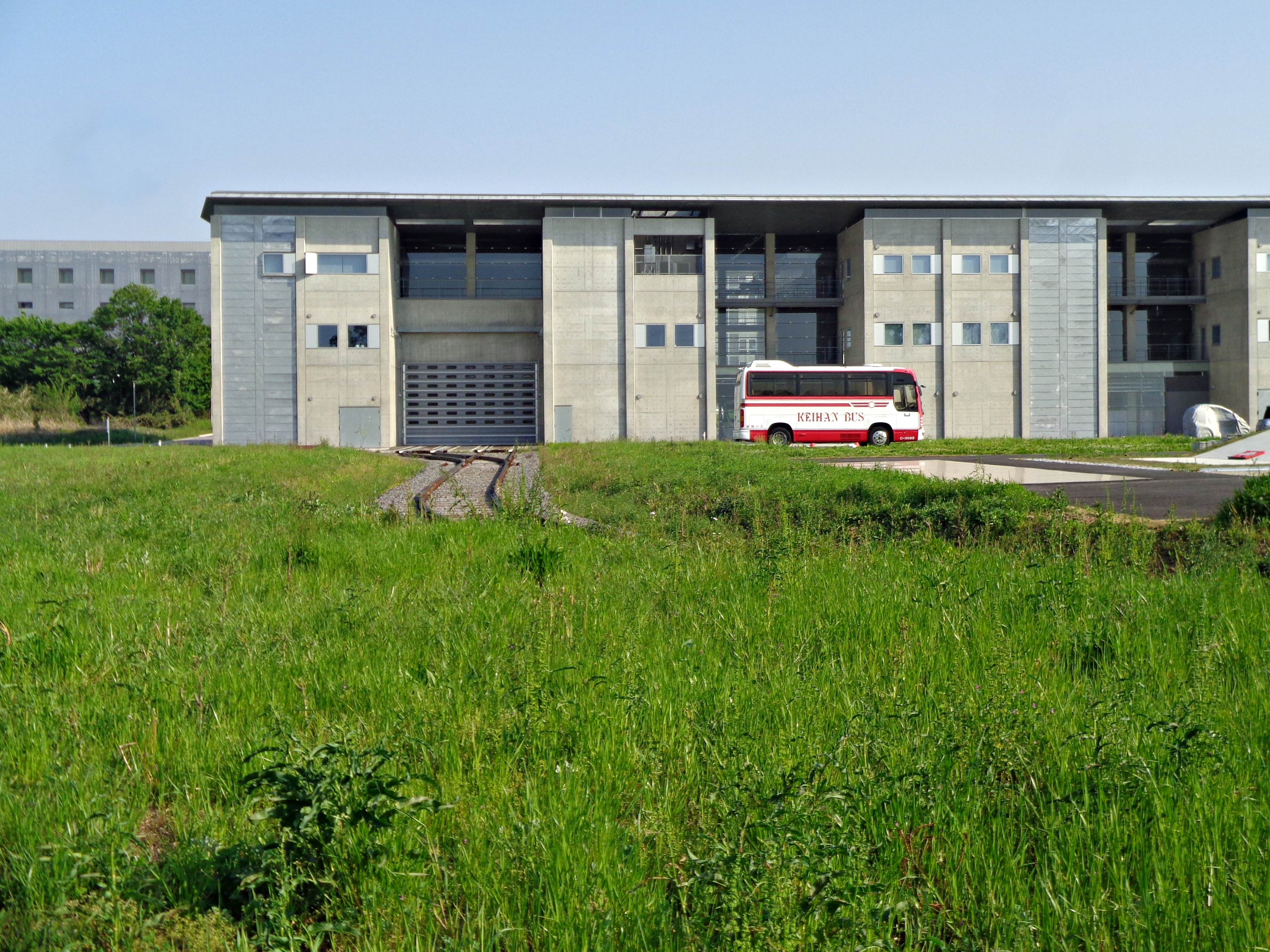
東京大学生産技術研究所の建物に入る試験線

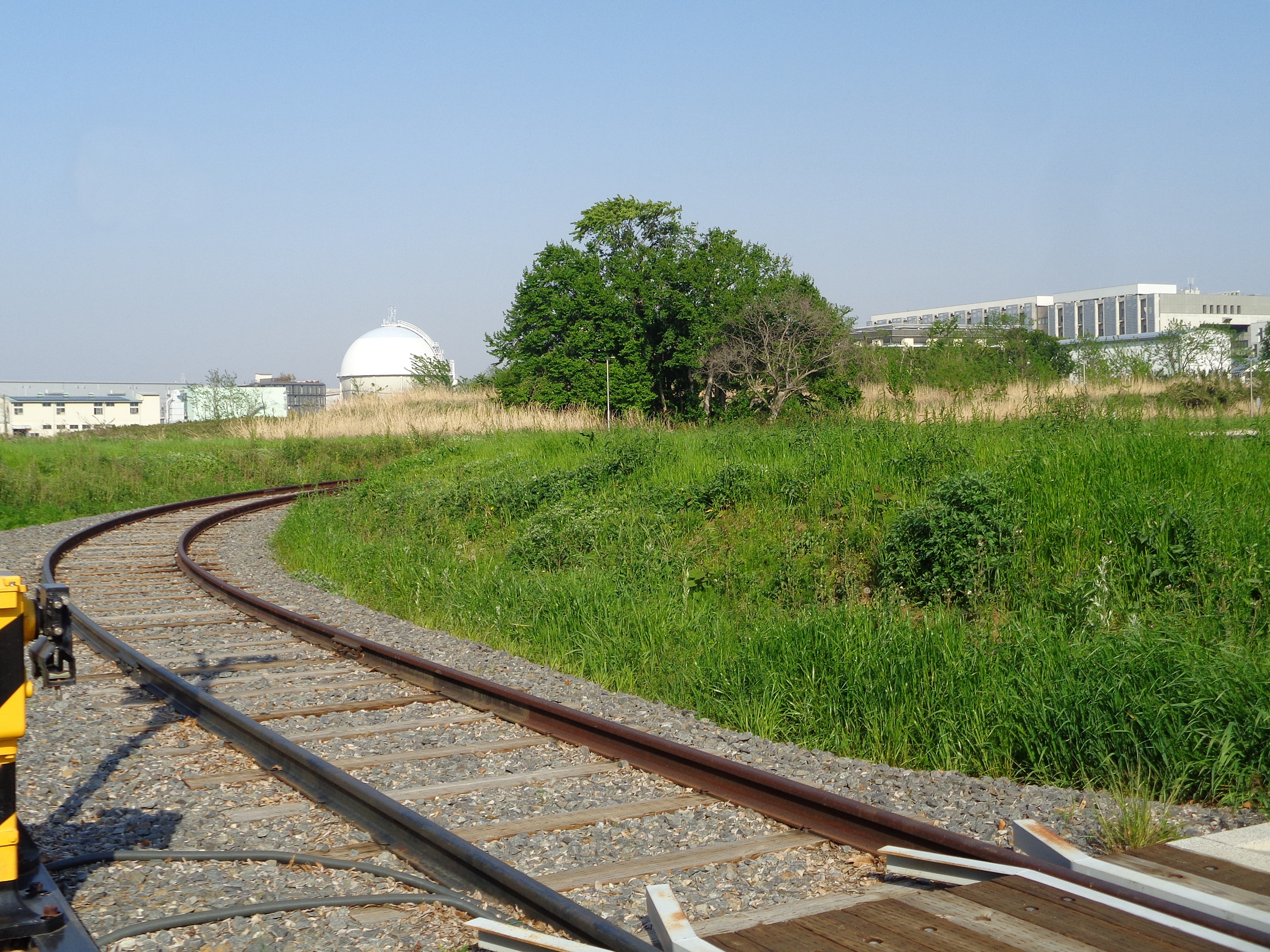
同研究所の試験線

### 使用学部
- 理学部・工学部の一部研究室

### 使用研究科
- 理学系研究科・工学系研究科の一部研究室
- 新領域創成科学研究科

### 使用附属施設
- カブリ数物連携宇宙研究機構
- 宇宙線研究所
- 物性研究所
- 大気海洋研究所
- 生産技術研究所附属千葉実験所
- 人工物工学研究センター
- 空間情報科学研究センター
- 環境安全研究センター（柏支所）
- 保健センター（柏支所）
- 柏図書館
- 柏地区事務部
- 東京大学 丸和 柏 FUSIONフィールド

### 交通アクセス
- 首都圏新都市鉄道つくばエクスプレス柏の葉キャンパス駅より徒歩25分（東武バス利用の場合は13分）
- 東武野田線江戸川台駅より徒歩30分
- JR  常磐線柏駅より東武バス利用

### 沿革
1995年と1998年に米軍柏通信所跡地を取得して設置されたキャンパスである。
1999年度末に物性研究所および宇宙線研究所が柏キャンパスに移転した。本郷地区キャンパスの各研究科施設に暫定的に設置された新領域創成科学研究科各専攻の移転も2001年以降順次行われ、2006年4月に移転完了した。2004年には2008年3月31日に廃止された高温プラズマ研究センター、2010年4月1日に改組統合された気候システム研究センターを含む4つの全学センターも柏キャンパスに移転した。
2008年12月には男女共同参画の観点から東大柏どんぐり保育園を開園した。
2009年、理学系研究科、数理科学研究科、宇宙線研究所の三者が協力して構想した世界トップレベル国際研究拠点、数物連携宇宙研究機構棟が竣工した。
2010年4月には中野キャンパスの海洋研究所が移転し、気候システム研究センターと統合して大気海洋研究所が発足した。
2017年4月に、千葉キャンパスにある生産技術研究所附属千葉実験所が柏キャンパスに移転完了した。
2022年9月から2023年春にかけて、東京大学 丸和 柏 FUSIONフィールドが順次竣工した。UTSSI（University of Tokyo Sports Science Initiative、東京大学スポーツ先端科学連携研究機構）の拠点であり、丸和運輸機関の社会人ラグビー部「AZ-COM丸和MOMOTARO'S 」の練習グラウンドとしても使用されている。

### 特徴
本郷キャンパスや駒場キャンパスと違ってキャンパスに門や塀はない。また、学部のないキャンパスであるため学園祭もない。
ただし、毎年10月下旬に、宇宙線研究所、物性研究所以下各研究所・センターおよび新領域創成科学研究科各専攻が「柏キャンパス一般公開」を開催している。
先端研究施設等のガイドツアーや講演会、サイエンスカフェ等も開かれ、内外の研究者のほか科学好きの子供たちを含めた多くの市民で賑わっている。
総合研究棟と国立がん研究センターの間にある遊水池は、駒場の「一二郎池」、本郷の「三四郎池」をもじって「五六郎池」と呼ばれているが、未だ特定のジンクスはない。
池ではカルガモ親子が泳ぎ、雑木林の中をキジの親子が駆け回るなど、大自然と超近代的研究棟群が不思議な調和を保っているキャンパスである。

## 柏IIキャンパス

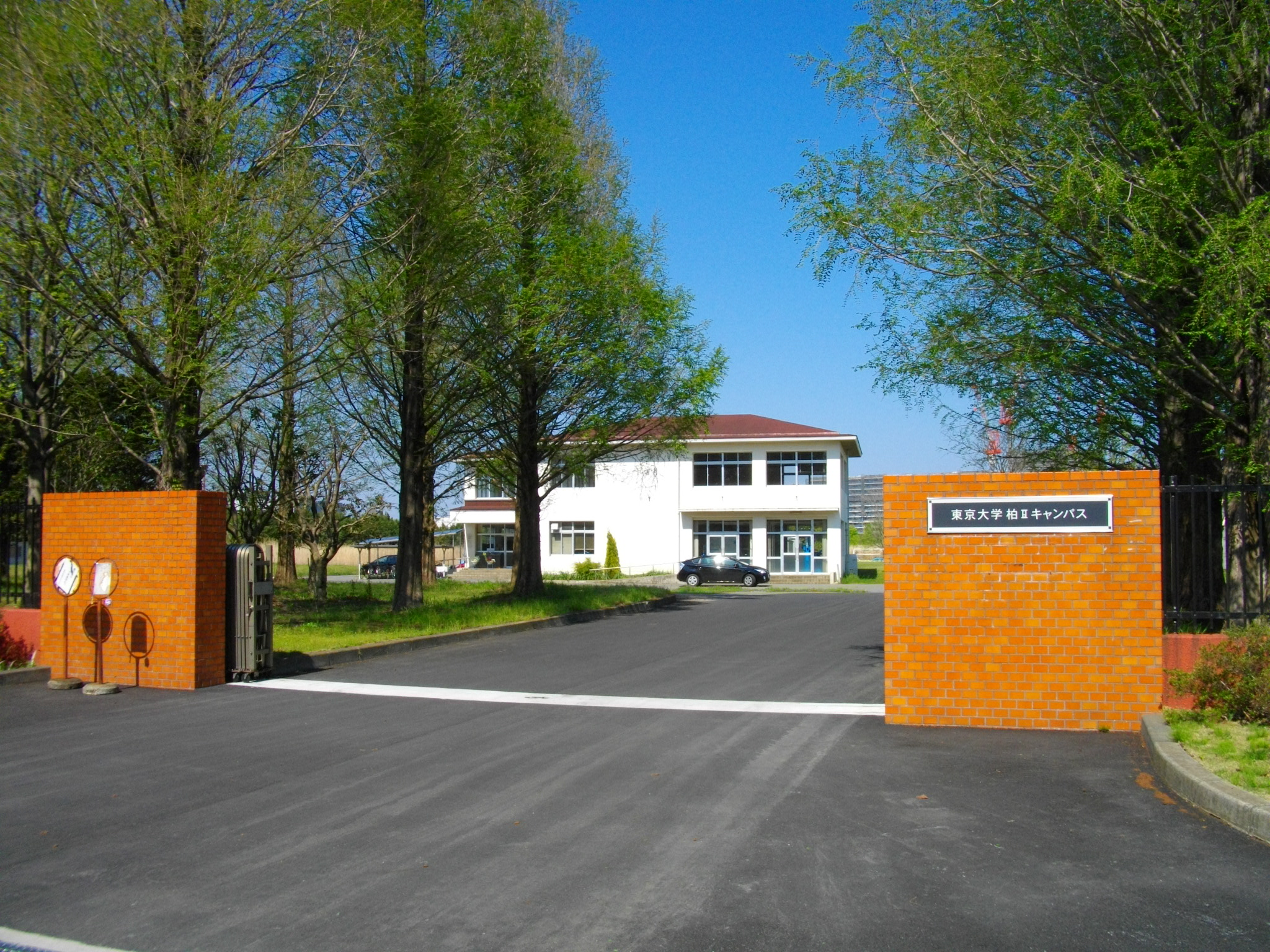
東京大学柏IIキャンパス

### 使用学部
なし

### 使用研究科
- 総合文化研究科の一部の研究室

### 使用附属施設
- 新領域創成科学研究科附属生涯スポーツ健康科学研究センター

### 交通アクセス
- 首都圏新都市鉄道つくばエクスプレス線柏の葉キャンパス駅より徒歩15分・JR  常磐線柏駅より東武バス利用

### 沿革
千葉県立柏の葉公園に隣接する柏IIキャンパスは、検見川総合運動場が縮小されるための代替措置として、千葉大学園芸学部旧農場の一部 (8.3ha) が東京大学に移管され、東京大学の学生、教職員を対象とした運動施設として整備されつつある。
現在は、柏キャンパスの教職員・院生等を対象にトレーニングジム等が開放されている。
将来的には全天候用陸上競技場（8コース3種公認）、野球場、ホッケー場、テニスコート、体育館、合宿所（セミナーハウス）などを備えた総合的な体育運動施設とすることが計画されている。
また、「柏国際キャンパス構想」に基づき、130戸程度のインターナショナルロッジの建設も計画されている。

## 柏の葉駅前キャンパス

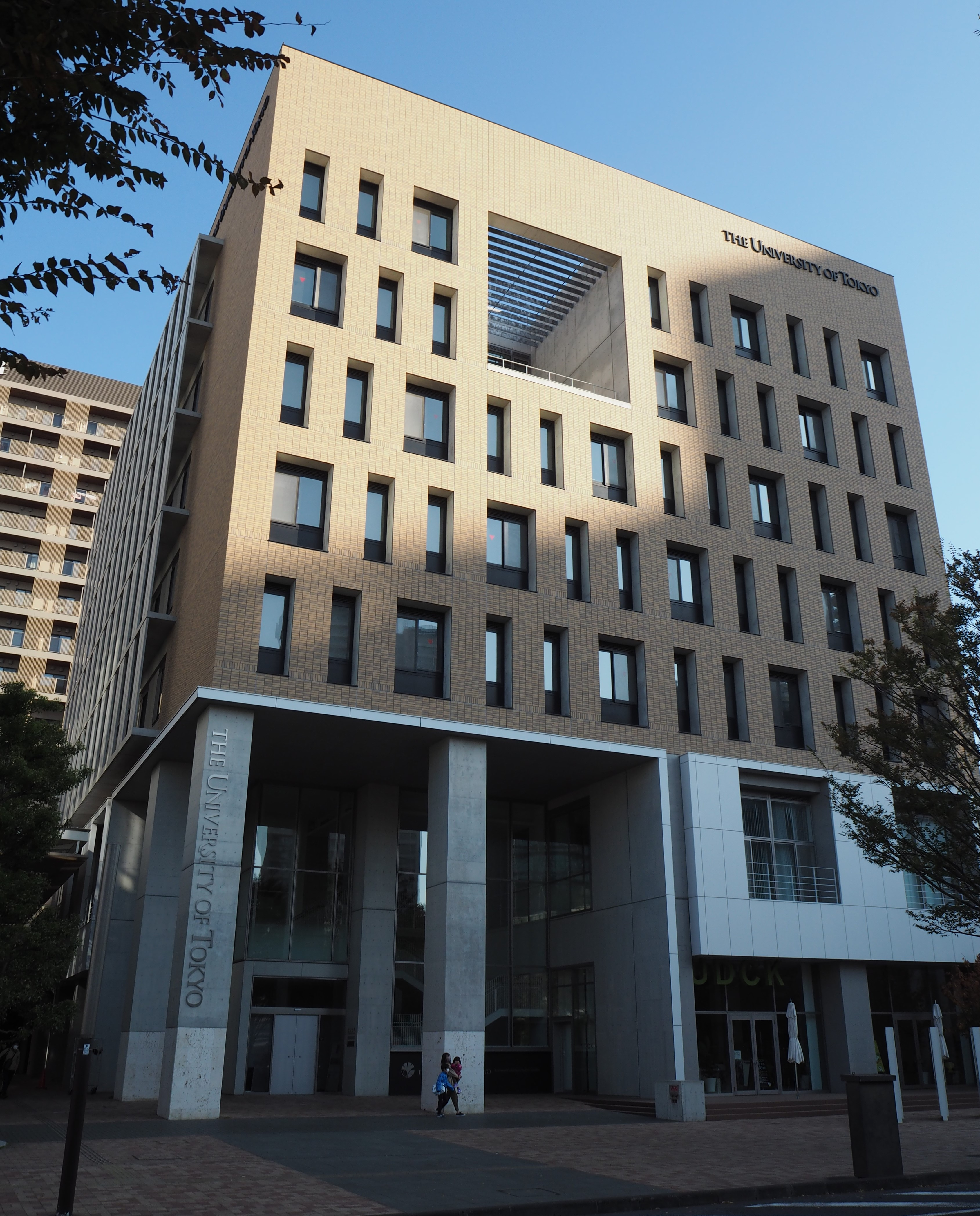
柏の葉キャンパス駅前サテライト

### 使用学部
なし

### 使用研究科
なし

### 使用附属施設
- フューチャーセンター
- 産学連携施設、国際研究支援施設

### 交通アクセス
- 首都圏新都市鉄道つくばエクスプレス線柏の葉キャンパス駅西口より徒歩1分

### 沿革
駅前という利便性の高い立地を生かし、「産学連携オフィス」、「地域・産学連携ギャラリー」、「国際ホール」等を建設する計画で、約2,000m2の土地を2008年3月に取得した。
柏の葉キャンパス駅前サテライトが、2014年4月に完成した。